# Sufjan Stevens
Sufjan Stevens (Detroit, 1º luglio 1975) è un cantautore, musicista e polistrumentista statunitense.
La musica di Stevens, caratterizzata inizialmente da uno stile minimalista e folk, con temi riguardanti la famiglia, la fede o le piccole storie di tutti i giorni, si è poi evoluta inglobando, tra gli altri, strumenti tradizionali come il banjo, arrangiamenti orchestrali che mischiano jazz, musical, swing e cori tradizionali, e persino musica elettronica.
Oltre ad aver realizzato una ventina di album ha contribuito alla realizzazione di alcune colonne sonore ed ha ricevuto nel 2018 la candidatura all'Oscar alla migliore canzone per il brano Mystery of Love, presente nella colonna sonora del film Chiamami col tuo nome (2017).

## Biografia
Nato e cresciuto nel Michigan, Stevens incomincia la carriera musicale come componente dei Marzuki, una folk band di Holland, per poi passare ai Danielson Famile, dove suona diversi strumenti musicali.
Il nome Sufjan, di origine persiana, gli è stato dato dal fondatore della dottrina Subud, alla quale i suoi genitori aderivano.
Nel 2000 avviene il suo esordio solista, con l'album A Sun Came, autoprodotto per l'etichetta fondata l'anno precedente Asthmatic Kitty. Successivamente, per motivi di studio, si trasferisce a New York, dove nel 2001 pubblica il suo secondo disco Enjoy Your Rabbit, dedicato agli animali dell'oroscopo cinese. Nel 2003 è la volta di Greetings from Michigan: The Great Lake State, dedicato al suo paese natale e primo disco di un progetto ambizioso (chiamato Fifty States Project), quello di pubblicare un album per ognuno dei 50 Stati che compongono gli USA.
Nel marzo 2004 Stevens, forte del successo ottenuto con Michigan, pubblica Seven Swans, una raccolta di vecchi pezzi folk acustici da lui composti durante l'adolescenza, dedicati a tematiche cristiane. Mentre nel 2005 continua il suo tributo agli States con Come on Feel the Illinoise, album dedicato all'Illinois, considerato tra i migliori del decennio in ambito folk e indie pop.
Nell'inverno 2005 registra un album con Rosie Thomas e Denison Witmer: si tratta di These Friends of Mine, pubblicato dalla Nettwerk nel marzo 2007 per conto di Rosie Thomas. Nel settembre 2006 in Tennessee Stevens presenta un nuovo brano Majesty Snowbird e nel novembre seguente pubblica il box-set Songs for Christmas, costituito da cinque CD contenenti canzoni dedicate al Natale. Nel 2007 la Brooklyn Academy of Music gli commissiona un lavoro musicale e video dal titolo The BQE che esordisce nel novembre di quell'anno. Lavora come saggista collaborando con Topic Magazine, e scrivendo alcuni racconti per il The Best American Nonrequired Reading. Sempre nel 2007 partecipa agli album Boxer dei The National, Noise in You di David Garland e All This Could Kill You di Ben + Vesper. Ha collaborato anche con Denison Witmer, Soul Junk, Half-handed Cloud, Brother Danielson, Danielson Famile, Serena Maneesh, Castanets, Will Stratton, Shannon Stephens e Clare & the Reasons. Alcune sue canzoni compaiono nella commedia Driving Lessons del 2006.

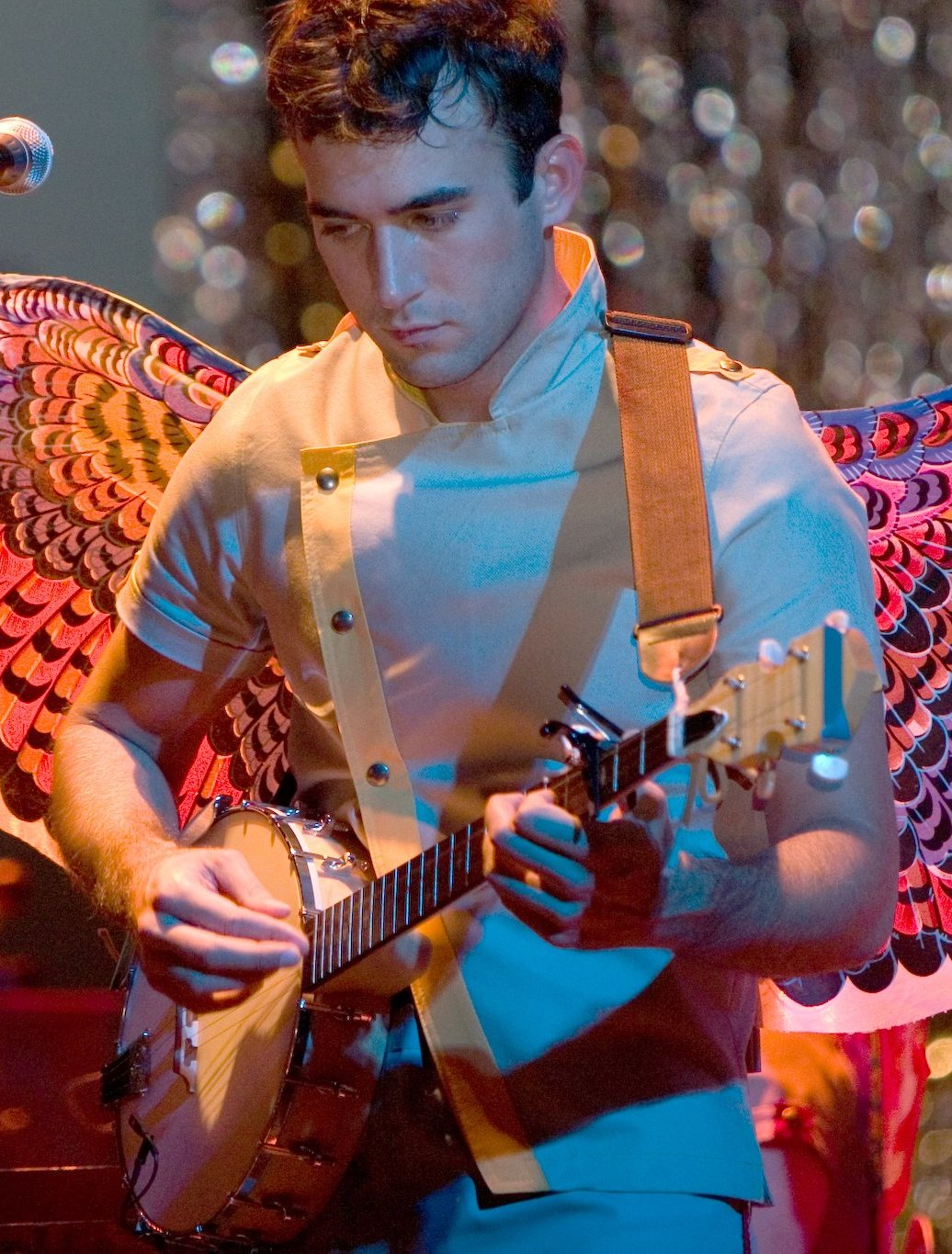
Sufjan Stevens mentre suona il banjo

Nel 2007 ha inoltre contribuito, con il brano Ring Them Bells, alla realizzazione della colonna sonora I'm Not There per il film Io non sono qui, dedicato alla vita del cantautore statunitense Bob Dylan.
Nel 2008 ha prodotto l'album di esordio dei The Welcome Wagon, intitolato Welcome to the Welcome Wagon. Nel febbraio 2009 contribuisce al progetto di beneficenza Dark Was the Night, realizzato dalla Red Hot Organization. Nel settembre 2009 presenta alcune nuove canzoni nel suo tour e partecipa all'album Music for Insomnia di Lowell Brams. Nello stesso periodo abbandona il progetto Fifty States Project (definito uno scherzo e un espediente promozionale) e ritorna a collaborare con i The National.
Nel 2009 vengono pubblicati The BQE (composto da brani per colonna sonora) e Enjoy Your Rabbit (ristampa riarrangiata del suo album del 2001). Nel 2010 partecipa a High Violet, album dei The National pubblicato in maggio. Nell'agosto 2010 pubblica l'EP All Delighted People (solo digitale) e successivamente The Age of Adz (ottobre 2010), primo album dopo cinque anni. Si tratta di un album che riscuote un ottimo successo, posizionandosi al settimo posto della Billboard 200 e al 30º della Official Albums Chart. La causa del lungo lasso di tempo interposto tra i due diversi lavori, ha affermato Stevens in un'intervista, è rappresentata da un misterioso virus che lo ha colpito nel 2009 e che gli ha impedito di scrivere nuovo materiale. Nel periodo 2010-2011 si dedica all'attività live promuovendo i suoi lavori prima in Nord America, poi in Australia e Nuova Zelanda e infine in Europa.
Nel febbraio 2012 annuncia un EP collaborativo chiamato Beak & Claw, a cui partecipano Son Lux e Serengeti sotto il nome S/S/S. Distribuisce poi un 7" (Hit & Run Vol. 1) con Rosie Thomas. Intraprende quindi un progetto di musica classica insieme con Nico Muhly e Bryce Dessner dal nome Planetarium.
Nel novembre 2012 pubblica il suo secondo lavoro discografico dedicato al Natale: si tratta di Silver & Gold: Song for Christmas, Vols. 6-10. Il box-set contiene 58 canzoni che, con quelle dei primi cinque volumi, danno un totale di 100 brani.  Il 31 marzo 2015 per l'etichetta Asthmatic Kitty esce Carrie & Lowell, album che in parte sancisce il ritorno alle atmosfere acustiche di Seven Swans dedicato alla recente scomparsa della madre Carrie e alla figura del patrigno Lowell Brams, cofondatore della stessa Asthmatic Kitty. L'album contiene testi dolorosi e di espiazione, e racconta il rapporto complesso che Stevens ha avuto con la madre e il dolore per la sua perdita.
Nel 2017 ha realizzato due brani per il film di Luca Guadagnino Chiamami col tuo nome, Visions Of Gideon e Mystery Of Love, oltre a una nuova versione del suo brano Futile Devices, arrangiata per pianoforte e tastiere dal cantante e pianista Doveman insieme con lo stesso Stevens. Con Mystery Of Love, Stevens è stato candidato all'Oscar alla migliore canzone 2018.
Nel 2019 ha rilasciato le canzoni Love yourself e With my whole heart in occasione del Pride Month. Sempre nello stesso anno la canzone Chicago, pubblicata nel 2005 nell'album Come on Feel the Illinoise, il pezzo viene usato per comporre la sigla della serie Netflix The Politician.

## Vita privata
Nel 2023 gli è stata diagnosticata la Sindrome di Guillain-Barré. Nell'ottobre dello stesso anno ha fatto coming out, dedicando il suo album Javelin alla memoria del compagno Evans Richardson IV, morto in aprile.

## Etichetta Asthmatic Kitty
Nel 1999 ha fondato con il padre adottivo Lowell Brams e l'aiuto di alcuni suoi concittadini l'etichetta discografica Asthmatic Kitty con cui ha pubblicato inizialmente solo i suoi lavori e successivamente anche quelli di altri artisti tra cui Castanets, Chris Schlarb, Linda Perhacs, My Brightest Diamond.
Il nome dell'etichetta è una dedica a Sara, una gatta abbandonata adottata da Stevens nel 1994, sofferente di asma felina.

## Discografia

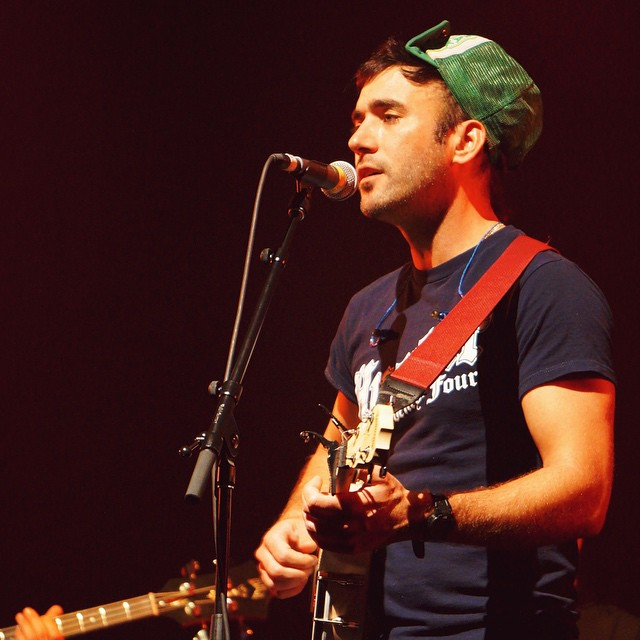
Sufjan Stevens nel 2015

### Album in studio
- 2000 - A Sun Came
- 2001 - Enjoy Your Rabbit
- 2003 - Greetings from Michigan, the Great Lake State
- 2004 - Seven Swans
- 2005 - Illinois
- 2010 - The Age of Adz
- 2015 - Carrie & Lowell
- 2020 - Aporia
- 2020 - The Ascension
- 2021 - Convocations
- 2023 - Reflections
- 2023 - Javelin

### EP
- 2010 - All Delighted People

### Album live
- 2017 - Carrie & Lowell Live

### Album natalizi
- 2006 - Songs for Christmas
- 2012 - Silver & Gold

### Altri album (strumentali, collaborativi, extra)
- 2006 - The Avalanche
- 2009 - Run Rabbit Run (con Osso)
- 2009 - The BQE
- 2017 - Planetarium (con Bryce Dessner, Nico Muhly e James McAlister)
- 2017 - The Greatest Gift
- 2019 - The Decalogue (con Timo Andres)
- 2021 - A Beginner's Mind (con Angelo De Augustine)

## Riconoscimenti
- 2018 - Premio Oscar
  - Candidatura per la migliore canzone (Mystery of Love) per Chiamami col tuo nome
- 2019 - Grammy Award
  - Candidatura per la miglior canzone scritta per i media visivi per Mystery of Love